# 黒部市立たかせ小学校
黒部市立たかせ小学校（くろべしりつ たかせしょうがっこう）は富山県黒部市にある公立小学校。
校舎は旧・田家小学校（1878年創立）の校舎（1978年完成、2013年改修）を使用している。

## 沿革
- 2014年（平成26年）
  - 4月1日 - 黒部市立東布施小学校と黒部市立田家小学校が統合し、黒部市立たかせ小学校として開校[3]。
  - 5月 - 開校式挙行。
- 2015年（平成27年）4月 - 書画カメラとスクリーンを全教室に配置。
- 2024年（令和6年）11月8日 - 創立10周年記念式典挙行[4]。

## 通学区域
- 東布施（全域）、田家（全域）、石田（犬山の一部）[5]

## 進学先
- 黒部市立鷹施中学校

## 周辺
- 八幡神社
- 富山県警黒部警察署田家駐在所
- 社会福祉法人育三会田家保育所 - 進学前保育所のひとつ
- セブンイレブン黒部田家店

## アクセス
- 地鉄バス『池尻線』で、「田家新」停留所より、
  - 池尻行のりばから、徒歩約400m・約6分。
  - 黒部駅前行のりばから、徒歩約420m・約6分。